# Маунтбеттены
Маунтбеттены (англ. Mountbatten) — европейская династия, ветвь немецкой княжеской семьи Баттенбергов; которые, в свою очередь, являются  морганатической ветвью Гессенского дома, правившего великим герцогством Гессен на Рейне. Фамилия была принята во время Первой мировой войны из-за роста антигерманских настроений среди британской общественности членами семьи Баттенбергов, проживающими в Соединённом Королевстве. Фамилия представляет собой прямую англоизацию немецкого Баттенберг, которое буквально звучит, как горы Баттен или Маунт-Баттен (нем. Battenbergen). Это название небольшого городка в Гессене. Титул графа Баттенберга, позже принца Баттенберга, был присвоен морганатической ветви дома Гессена-Дармштадта, которая сама была младшей ветвью дома Гессена, в середине XIX века.
Семья теперь включает в себя маркизов Милфорд-Хейвен (и ранее маркизы Кэрисбрук), а также графов Маунтбеттен Бирманских. Принц Греческий и Датский Филипп, супруг королевы Елизаветы II, принял фамилию матери Маунтбеттен в 1947 году, хотя он является членом Дома Шлезвиг-Гольштейн-Зондербург-Глюксбург по патрилинейному происхождению. Леди Луиза Маунтбеттен стала королевой Швеции, выйдя замуж за короля Густава VI Адольфа.

## Происхождение

### Баттенберги
Семья Маунтбеттен — ветвь немецкого дома Баттенбергов. Семья Баттенбергов была морганатической ветвью дома Гессена-Дармштадта, правителей Великого герцогства Гессенского в Германии. Первым членом Дома Баттенбергов была Юлия Хауке. Брат её будущего мужа великий герцог Людовик III Гессенский создал ей титул графини Баттенбергской с именованием Сиятельство в 1851 году по случаю её морганатического брака с принцем Александром Гессенским и Рейнским. Юлия была возведена в титул принцессы Баттенбергской с именованием Светлость в 1858 году.

### Переход вВеликобританию
Двое из сыновей Александра и Юлии, принц Генрих Баттенбергский и Принц Луи Баттенбергский, стали ассоциироваться с Британской королевской семьей. Принц Генрих женился на принцессе Беатрис, младшей дочери королевы Виктории. Принц Луи женился на внучке Виктории, принцессе Виктории Гессенской и Рейнской, и стал первым морским лордом Королевского флота. Из-за антигерманских настроений, распространенных в Великобритании во время Первой мировой войны Принц Луи, его дети и племянники (сыновья принца Генриха) отказались от своих немецких титулов и сменили свою фамилию на более английский аналог — Маунтбеттен (англ. Mountbatten).Они отклонили альтернативный перевод — Баттенхилл (англ. Battenhill). Их двоюродный брат король Великобритании Георг V компенсировал принцам британское происхождение. Принц Луи стал первым маркизом Милфорд-Хейвена, а принц Александр, старший сын принца Генриха, стал первым маркизом Карисбрука.

## Представители рода

### Маркизы Милфорд-Хейвен

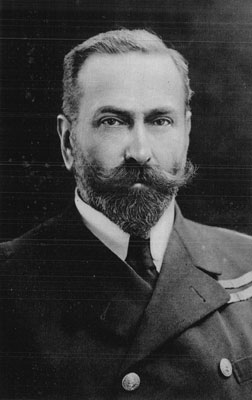
Людвиг Александр Маунтбеттен, 1-й маркиз Милфорд-Хейвен

Титул маркиза Милфорд-Хейвена был создан в 1917 году для принца Людвига Баттенбергского, бывшего первого морского лорда, относящийся к Британской королевской семье. Ему в то же время были даны титулы графа Медины и виконта Олдерни, также относящиеся к званию пэра Соединенного Королевства.Принцесса Алиса Баттенбергская никогда не носила фамилию Маунтбеттен, когда она вышла замуж за принца Андрея Греческого и Датского в 1903 году; её сын, Филипп принц Греческий и Датский, взял фамилию Маунтбеттен после того, как стал натурализованным британским подданным.
- принц Людвиг Александр Баттенбергский (1854—1921), 1-й маркиз Милфорд-Хейвен, в 1917 отказался от своих немецких титулов и взял фамилию Маунтбеттен; супруга: принцесса Виктория Гессенская и Рейнская
  - принцесса Алиса Баттенбергская (1885—1969); супруг: принц Андрей Греческий и Датский, сын Георга I, короля Греции
    - принцесса Маргарита Греческая и Датская (1905—1981); супруг: Готфрид, принц Гогенлоэ-Лангенбургский
    - принцесса Теодора Греческая и Датская (1906—1969); супруг: Бертольд, маркграф Баденский
    - принцесса Сесилия Греческая и Датская (1911—1937); супруг: Георг Донатус, наследный Великий герцог Гессенский
    - принцесса Софи Греческая и Датская (1914—2001); супруги: принц Кристоф Гессенский (до 1943), принц Георг Вильгельм Ганноверский
    - принц-консорт Филипп Маунтбеттен, герцог Эдинбургский (1921—2021); супруга: Елизавета II, королева Великобритании

  - принцесса Луиза Баттенбергская, позднее Леди Луиза Маунтбеттен (1889—1965), королева-консорт Швеции; супруг: Густав VI Адольф, король Швеции
  -  принц Джордж Баттенбергский, позднее Джордж Маунтбеттен (1892—1938), 2-й маркиз Милфорд-Хейвен; супруга: графиня Надежда Михайловна де Торби
    - леди Татьяна Маунтбеттен (1917—1988)
    -  Дэвид Маунтбеттен (1919—1970), 3-й маркиз Милфорд-Хейвен; супруги: Ромэн Дальгрен Пирс (до 1954), Джанет Мерседес Брайс
      -  Джордж Маунтбеттен (родился в 1961), 4-й маркиз Милфорд-Хейвен; супруги: Сара Джорджина Уокер (до 1996), Сталь Клэр
        - леди Татьяна Маунтбеттен (родилась в 1990)
        - Генри Маунтбеттен, граф Мединский (родился в 1991)

      - лорд Айвар Маунтбеттен (родился в 1963); супруга: Пенелопа Энн Вир Томпсон (до 2011)
        - Элла Маунтбеттен (родилась в 1996)
        - Александра Маунтбеттен (родилась в 1998)
        - Луиза Маунтбеттен (родилась в 2002)

  - принц Луис Баттенбергский, позднее Луис Маунтбеттен (1900—1979), 1-й граф Маунтбеттен Бирманский; супруга: Эдвина Эшли
    - Патрисия Нэтчбулл, 2-я графиня Маунтбеттен Бирманская (1924—2017); супруг: Джон Нэтчбулл, 7-й барон Бребурн
    - леди Памела Маунтбеттен (родилась в 1929); супруг: Дэвид Найтингейл Хикс

Наследником титула является сын нынешнего маркиза — Генри Маунтбеттен, граф Мединский (родился в 1991).
Младшая дочь 1-го маркиза, Леди Луиза Маунтбеттен, вышла замуж за наследного принца Швеции в 1923 году. После его вступления на трон Швеции в 1950 году под именем Густава VI Адольфа, Луиза стала королевой Швеции.

### Графы Маунтбеттен Бирманские

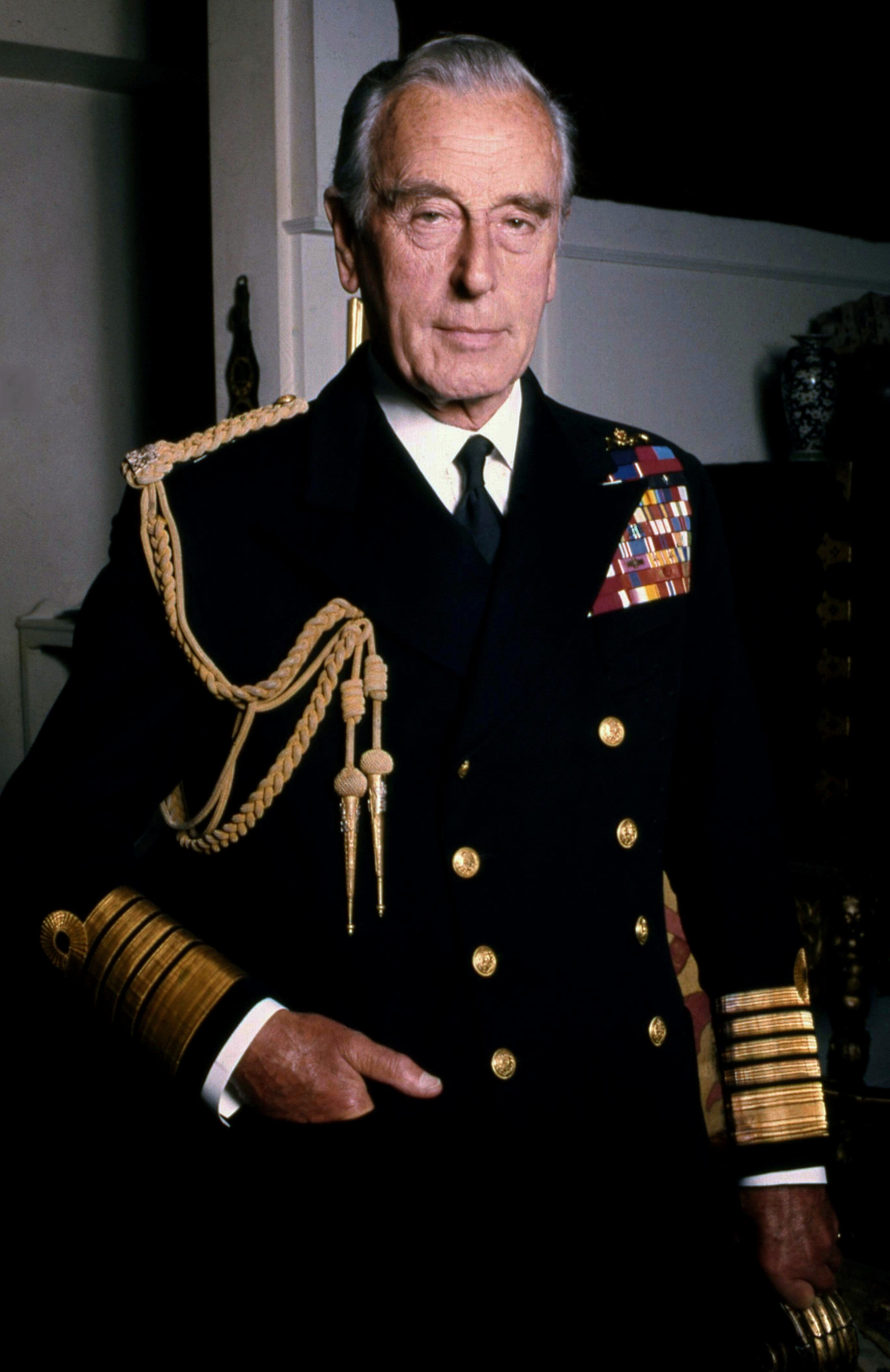
Луис Маунтбеттен, 1-й граф Маунтбеттен Бирманский

Граф Маунтбеттен Бирманский — титул в пэрстве Соединенного Королевства, созданный в 1947 году для контр-адмирала Луиса Маунтбеттена, 1-го виконта Маунтбеттена Бирманского, младшего сына 1-го маркиза Милфорда Хейвена и последнего вице-короля Индии. В письмах на патент о создании титула было указано наследование титула для его дочерей. Второстепенные титулы графства — виконт Маунтбеттен Бирманский, Ромси в графстве Саутгемптон, созданный в 1946 году, и барон Ромси, Ромси в графстве Саутгемптон, созданный в 1947 году. Оба эти титула, в звании пэрства Соединенного Королевства, имеют тот же особый статус, что и графство.
- Луис Френсис Альберт Виктор Николас Маунтбеттен, 1-й граф Маунтбеттен Бирманский (1900—1979); супруга: Эдвина Синтия Аннет Эшли, дочь Уилфрида Эшли, 1-го барона Маунт-Темпла и правнучка Энтони Эшли-Купера, 7-го графа Шафтсбери
  -  Патрисия Эдвина Виктория Нэтчбулл (Маунтбеттен), 2-я графиня Маунтбеттен Бирманская (1924—2017); супруг: Джон Нэтчбулл, 7-й барон Брэбурн
    -  Нортон Луи Филип Нэтчбулл, 3-й граф Маунтбеттен Бирманский (родился в 1947); супруга: Пенелопа Иствуд
      - достопочтенный Николас Луи Чарльз Нортон Нэтчбулл, лорд Брэбурн (родился 15 мая 1981)[7]
      - леди Александра Хупер (родилась в 1982); супруг: Томас Хупер
      -  достопочтенная Леонора Начбулл (1986—1991)

    - достопочтенный Майкл Джон Улик Нэтчбулл (родился 24 мая 1950); супруга: Мелисса Клэр Оуэн (до 2006)[7]
      - Келли Нэтчбулл (родилась в 1988)
      -  Саванна Нэтчбулл (родилась в 2001)

    - достопочтенный Энтони Нэтчбулл (родился и умер в 1952)
    - леди Джоанна Цукерман (родилась в 1955); супруг: барон Хьюберт Перно дю Брей (до 1995), Азриэль Цукерман
    - леди Аманда Эллингуорт (родилась в 1957); супруг: Чарльз Винсент Эллингуорт
    - достопочтенный Филипп Уиндхэм Эшли Нэтчбулл (родился 2 декабря 1961)[7]
      - Фредерик Майкл Юбер Нэтчбулл (родился 6 июня 2003)[7]
      -  Джон Робин Рокки Нэтчбулл (родился 17 июля 2004)[7]

    - достопочтенный Николас Нэтчбулл (1964—1979)
    -  достопочтенный Тимоти Николас Шон Нэтчбулл (родился 18 ноября 1964); супруга: Изабелла Джулия Норман[7]
      - Амбер Нэтчбулл (родился в 2000)
      - Майло Колумб Джон Нэтчбулл (родился 26 февраля 2001)[7]
      - Людовик Дэвид Николас Нэтчбулл (родился 15 сентября 2003)[7]
      - Исла Нэтчбулл (родилась в 2005)
      -  Вильгельмина Нэтчбулл (родилась в 2008)

  -  леди Памела Кармен Луиза Хикс (Маунтбеттен; родилась 19 апреля 1929); супруг: Дэвид Найтингейл Хикс
    - Эдвина Бруденелл (родилась в 1961); супруг: Джереми Бруденелл
    - Эшли Луис Дэвид Хикс (родился 18 июля 1963); супруга: Марина Аллегра Федерика Сильвия Тондато (до 2009), Каталина Шарки де Солис
      - Каспиан Хикс (родился в 2018)
      -  Горацио Хикс (родился в 2019)

    -  Индия Хикс (родилась в 1967)

Наследником титула является Николас Луи Чарльз Нортон Нэтчбулл, лорд Брэбурн (родился 15 мая 1981), единственный сын 3-го графа Маунтбеттен Бирманского.

### Маркизы Карисбрук

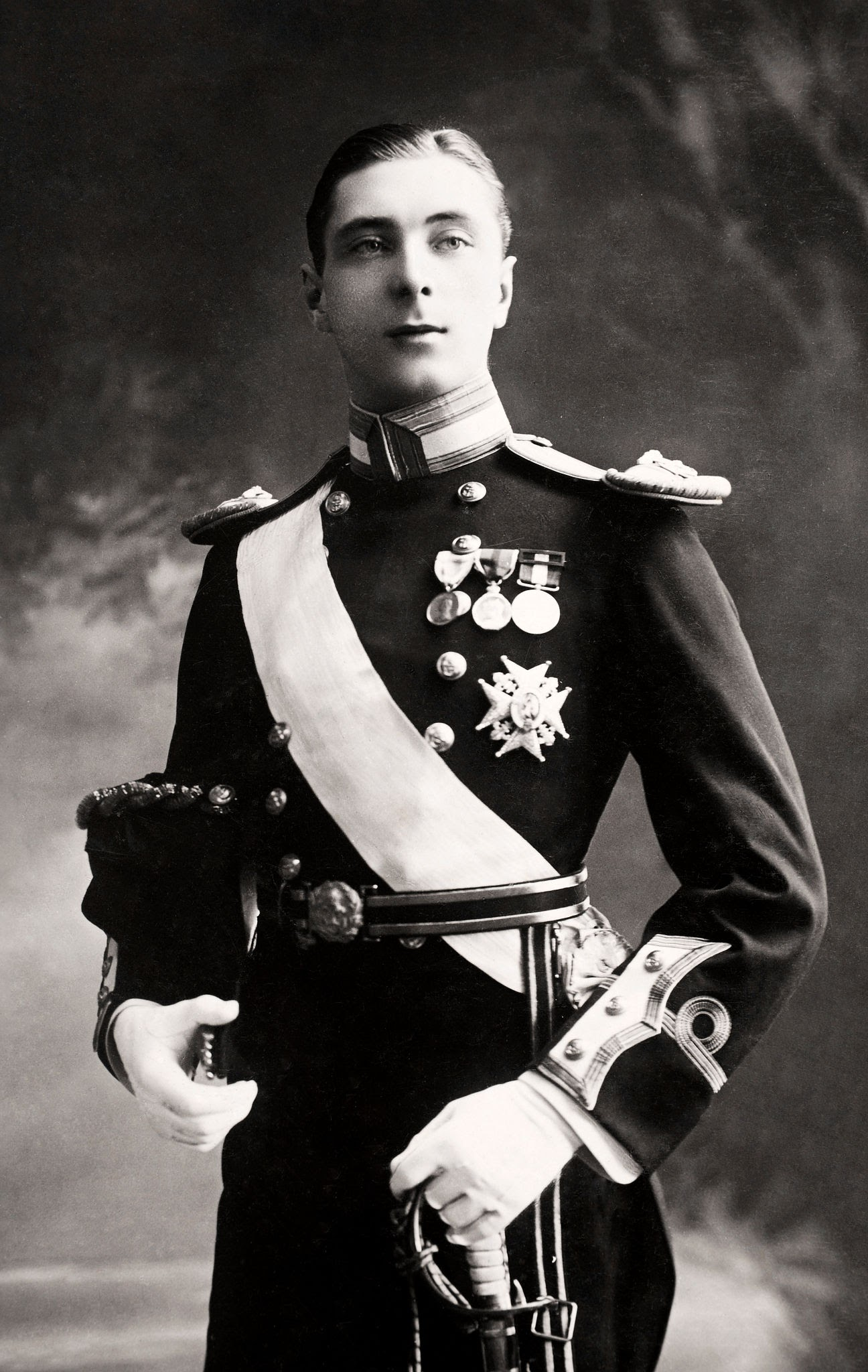
Александр Маунтбеттен, 1-й маркиз Карисбрук

Маркиз Карисбрук — титул пэрства Соединенного Королевства. Титул был создан в 1917 году для принца Александра Баттенбергского, старшего сына принцессы Беатрис и принца Генри Баттенберга. Его сделали виконтом Лонсестоном в графстве Корнуолл и одновременно графом Беркхэмпстедом, а также пэром Соединенного Королевства. Маркизат пресёкся после смерти лорда Карисбрука в 1960 году, поскольку он не имел сыновей.
- Александр Маунтбеттен, 1-й маркиз Карисбрук (1886—1960); супруга: леди Ирен Денисон, дочь Уильяма Денисона, 2-го графа Лондонборо
  -  леди Айрис Маунтбеттен (1920—1982); супруги: капитан Гамильтон Джозеф Кейс О’Мэлли (до 1946), Майкл Нили Брайан (до 1957), Уильям Александр Кемп

Его братья и сестры:
- принцесса Виктория Евгения Баттенбергская (1887—1969); супруг: Альфонсо XIII, король Испании
- лорд Леопольд Маунтбеттен (1889—1922)
- принц Мориц Баттенбергский (1891—1914)

### Принц Филипп, герцог Эдинбургский

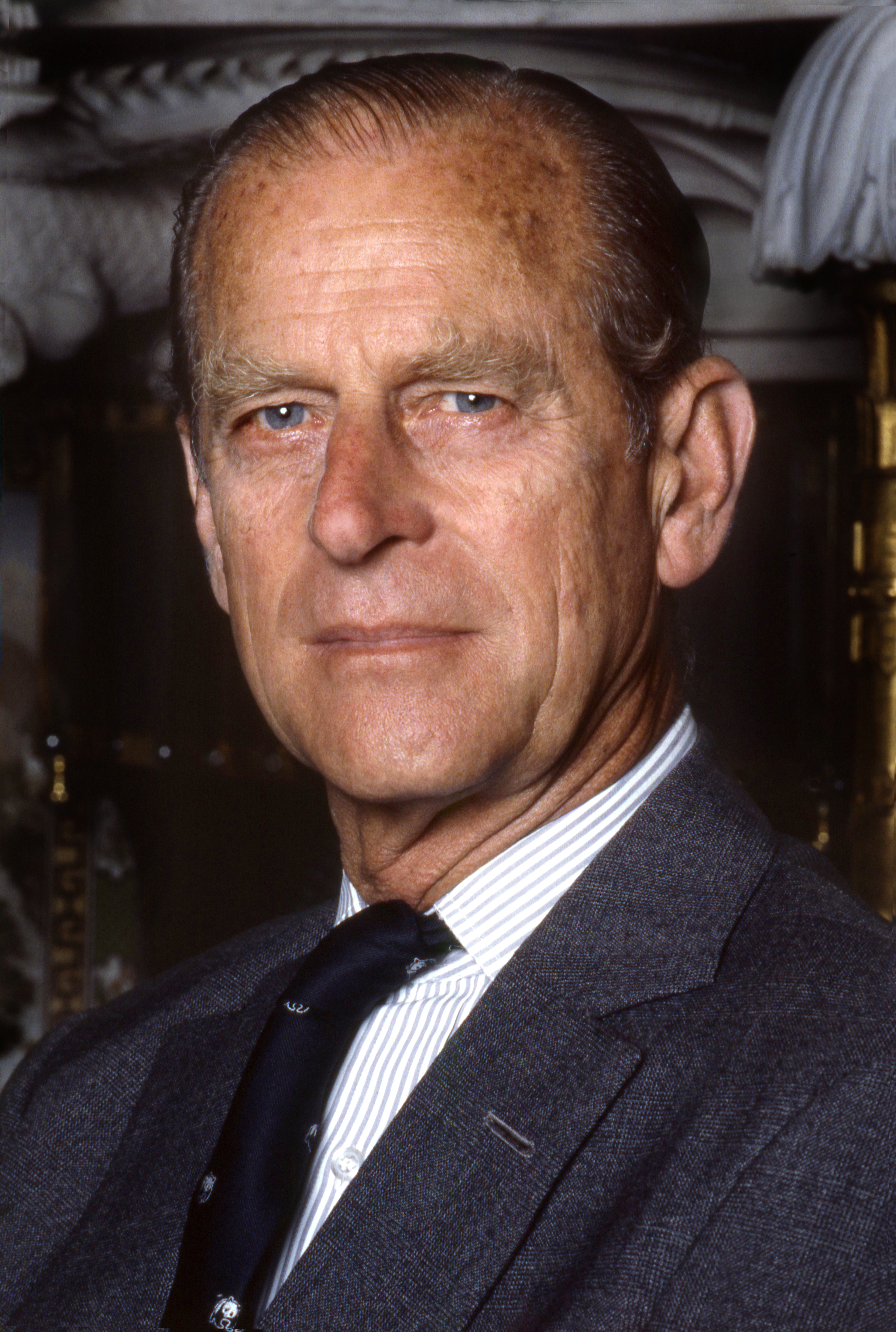
Принц Филипп, Герцог Эдинбургский

Принц Филипп, Герцог Эдинбургский, сын принцессы Алисы Баттенбергской и внук принца Луи Баттенберга, 1-го маркиза Милфорд-Хейвена. Филипп взял фамилию Маунтбеттен, когда он стал натурализованным британским подданным. 20 ноября 1947 года лейтенант Филипп Маунтбеттен женился на принцессе Елизавете, дочери короля Великобритании Георга VI. В 1952 году, когда его жена стала королевой Елизаветой II, возник спор относительно династии, к которой должны были принадлежать потомки Елизаветы и Филиппа. Королева Мария, бабка новой королевы, высказала премьер-министру Уинстону Черчиллю свою неприязнь к идее о том, что Маунтбеттены будут преемниками Виндзорской династии в качестве королевской семьи и будут носить титул короля Великобритании. Черчилль поднял вопрос в парламенте, где было решено, что название королевского дома останется прежним — Виндзор, как было решено навсегда мужем королевы Марии королем Георгом V.
- Принц Филипп, Герцог Эдинбургский (1921—2021), супруга — Елизавета II, королева Великобритании
  - Карл III, король Великобритании (родился в 1948), супруги — Леди Диана Спенсер до 1996, Камилла Паркер Боулз
    - Уильям, принц Уэльский (родился в 1982), супруга — Кэтрин Миддлтон
      - Принц Джордж Уэльский (родился в 2013)
      - Принцесса Шарлотта Уэльская (родилась в 2015)
      -  Принц Луи Уэльский (родился в 2018)

    -  Принц Гарри, герцог Сассекский (родился в 1984), супруга — Меган Маркл
      -  Арчи Харрисон Маунтбеттен-Виндзор (родился в 2019)
      - Лилибет Диана Маунтбеттен-Виндзор (родилась в 2021)

  - Анна, Королевская принцесса (родилась в 1950), супруг — Капитан Марк Филлипс до 1992, Вице-Адмирал Сэр Тимоти Лоуренс
  - Принц Эндрю, герцог Йоркский (родился в 1960), супруга — Сара Фергюсон до 1996
    - Принцесса Беатрис Йоркская (родилась в 1988)
    -  Принцесса Евгения Йоркская (родилась в 1990), супруг — Джек Бруксбэнк

  -  Принц Эдвард, граф Уэссекский (родился в 1964), супруга — Софи Рис-Джонс
    - Леди Луиза Виндзор (родилась в 2003)
    -  Джеймс, Виконт Северн (родился в 2007)

#### Маунтбеттен-Виндзор
Маунтбеттен-Виндзор — это личная фамилия некоторых из потомков королевы Елизаветы II и принца Филиппа, герцога Эдинбургского в соответствии с прокламацией, изданной в 1960 году, которая, однако, не применялась последовательно. В то время как прокламация специально применяет фамилию «Маунтбаттен-Виндзор» к потомкам Елизаветы и Филиппа по мужской линии, не имеющим королевских титулов, фамилия Маунтбаттен-Виндзор формально использовалась некоторыми из их потомков, которые имеют королевские обязанности. Впервые эта фамилия была официально использована принцессой Анной в 1973 году в журнале регистрации её брака с Марком Филлипсом. Принц Уильям и его жена Кэтрин использовали «месье и мадам Маунтбеттен-Виндзор» при подаче иска против французского журнала Closer. 8 мая 2019 года принц Гарри, герцог Сассекский и Меган, герцогиня Сассекская объявили имя своего сына — Арчи Харрисон Маунтбеттен-Виндзор.
Маунтбеттен-Виндзор отличается от официального названия британской королевской семьи или королевского дома, которое остается Виндзорским. Принятие фамилии Маунтбеттен-Виндзор применимо только к членам королевской семьи, происходящим от Елизаветы, а не, например, к её кузенам или потомкам её сестры, принцессы Маргарет.

## Наследие
В городе Оттава, Онтарио, есть проспект Маунтбаттен в память о контр-адмирале Луисе Маунтбеттене, 1-м графе Маунтбеттене Бирманском. Королевский канадский Морской кадетский корпус, RCSCC #134 Адмирал Маунтбеттен, был назван в его же честь в 1946 году. Бронзовая статуя 2,9 метром в высоту Франты Бельской, лорда Маунтбеттен Бирманского, была установлена в 1983 году возле здания Форин-офиса. Граф одет в форму адмирала флота.
Институт Маунтбэттена (ранее известный как Программа стажировки Маунтбэттена), организация, базирующаяся в Нью-Йорке и Лондоне, занимающаяся продвижением опыта работы и культурного обмена путем направления иностранных аспирантов за границу для получения степени магистра, был создан старшей дочерью Луиса Маунтбеттена, 1-го графа Маунтбеттен Бирманского Патрисией Начбулл (Маунтбеттен), 2-й графиней Маунтбеттен Бирманской. Он был назван в честь отца графини.
Несмотря на известные связи семьи с Королевским военно-морским флотом, полуостров Маунт-Баттен, возвышающийся над Королевской военно-морской базой в Девонпорте, Англия, назван не в честь них, а в честь сэра Уильяма Баттена, инспектора ВМФ 17-го века.

## Гербы членов династии

Герб принца Луиса Маунтбеттена, 1-й маркиза Милфорд-Хейвена
Герб Джорджа Маунтбеттена, 2-го маркиза Милфорд-Хейвена, после выдачи ему Королевского Викторианского Ордена
Герб Луиса Маунтбеттена, 1-го графа Маунтбеттен Бирманского
Герб Луизы, королевы Швеции
Герб принцев Александра, Леопольда и Мориса Баттенбергских (до 1917 года)
Герб Александра Маунтбеттена, 1-го маркиза Карисбрука
Герб Лорда Леопольда Маунтбеттена
Герб принца Филиппа, герцога Эдинбургского

Герб принца Луиса Маунтбеттена, 1-го маркиза Милфорд-Хейвена и принца Генриха Баттенберга
Герб Джорджа Маунтбеттена, 2-го маркиза Милфорд-Хейвена и Луиса Маунтбеттена, 1-го графа Маунтбеттен Бирманского
Герб Луизы, королевы Шведской как наследной принцессы
Герб Луизы, королевы Шведской
Герб принцев Александра, Леопольда и Мориса Баттенбергских (до 1917 года)
Герб Александра Маунтбеттена, 1-го маркиза Карисбрука (после 1917)
Герб принца Филиппа, герцога Эдинбургского
Герб, дарованный потомкам баронов Брэбурнов и графов Маунтбеттен Бирманских.[6]